# Loris esvelt gris
El loris esvelt gris (Loris lydekkerianus) és una espècie de primat de la família dels lorísids. Aquesta espècie solia ser considerada una subespècie del loris esvelt vermell amb el tàxon Loris tardigradus lydekkerianus.

## Distribució i hàbitat
Es troba a l'Índia i Sri Lanka. El seu hàbitat natural són els boscos subtropicals o tropicals. Està amenaçada per la pèrdua d'hàbitat.

## Comportament

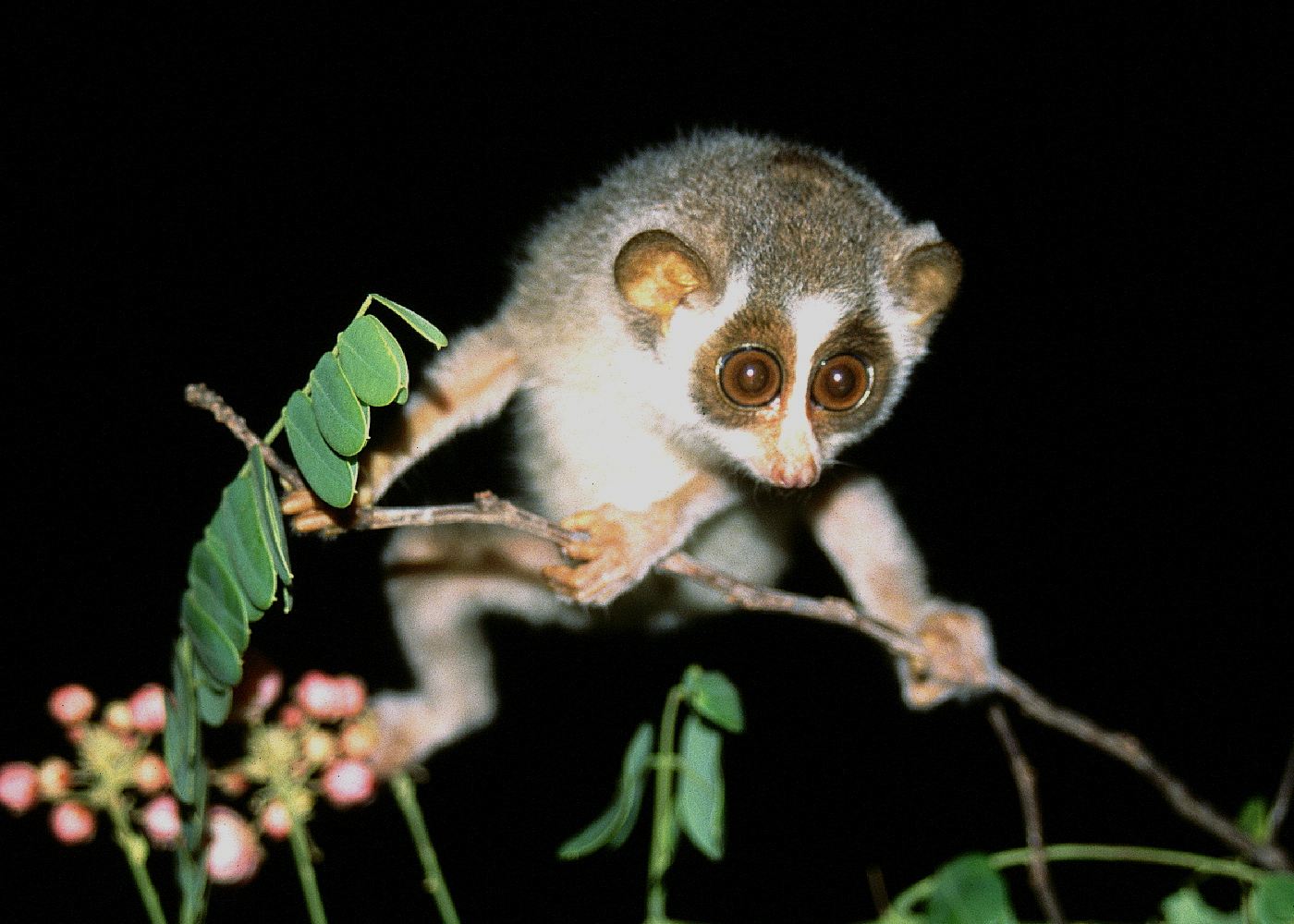
El loris esvelt gris és nocturn i arbori

Igual que els altres loris, són animals nocturns que surten de les cavitats on descansen només amb la foscor. Són principalment insectívors. Al sud-est de l'Índia, la subespècie nominal sovint es troba en els boscos dominats per acàcies i tamarindes o a matolls prop de cultius. Els mascles tenen territoris més grans que les femelles, i viuen generalment en solitari o en parelles. Rarament viuen en grups, encara que poden viure en grups de fins a 6 individus, formats per joves de ventrades recents i altres individus més vells.
Es comuniquen amb una gran varietat de vocalitzacions i també utilitzen el marcatge amb orina i mesc.

## Subespècies
Actualment està dividida en diverses subespècies geogràficament separades:
Les subsepècies índies:
- Loris lydekkerianus malabaricus, als Ghats occidentals de l'Índia (Wroughton, 1917)
- Loris lydekkerianus lydekkerianus, a les planes del sude Mysore i Tamil Nadu estenent-se cap als Ghats orientals[2](Cabrera, 1908)

Les subespècies de Sri Lanka: 
- Loris lydekkerianus grandis (Osman Hill and Phillips, 1932)
- Loris lydekkerianus nordicus (Osman Hill, 1933)
- Loris lydekkerianus nycticeboides (Osman Hill, 1942)